# Daniel Benetka
Daniel Benetka (* 17. November 1974 in Zwickau) ist ein ehemaliger deutscher American-Football-Spieler und Laiendarsteller. Er spielte sieben Jahre für die Frankfurt Galaxy in der NFL Europe und gewann mit ihnen zweimal den World Bowl. Größere Bekanntheit erreichte er in Deutschland durch seine Rolle als „Kalle“ in der auf RTL II ausgestrahlten Serie Berlin – Tag & Nacht.

## Leben und Karriere
Daniel Benetka wurde 1974 in Zwickau geboren und besuchte dort ein Gymnasium mit Sprachprofil (English, Russisch, Latein, Altgriechisch). 1993 absolvierte er dort sein Abitur und zog im Anschluss nach Leipzig, um dort zu studieren. Von 1983 bis 1992 war er zehn Jahre erfolgreich im Judo tätig. 1992 bis 1997 widmete er sich dann dem Diskuswurf und war mehrfacher Landesmeister im Diskuswurf und Kugelstoßen und Mitglied der Junioren-Nationalmannschaft. 1997 bis 2000 erhielt er dann ein Stipendium für Leichtathletik an der University of Idaho. Dieser Leistungsbereich wurde auf Grund seiner sportlichen Tätigkeit als Football-Spieler in der College-Mannschaft der University of Idaho in den Leistungsbereich Football umgewandelt und Daniel schaffte es nach nur einem Jahr in die National Football League (NFL), wo ihm aber den Sprung in den Kader für die Saison nicht gelang.
Fünf Jahre in Folge war er im Trainingscamp eines NFL-Teams, schaffte aber nie den Sprung in den Kader für die Regular Season.
- 2000 San Francisco 49ers
- 2001 Indianapolis Colts
- 2002 New England Patriots
- 2003 Kansas City Chiefs
- 2004 Atlanta Falcons

Von 2001 bis 2007 war er als Spieler in der NFL Europe bei den Frankfurt Galaxy aktiv. Dort spielte er viermal im World Bowl und konnte diesen mit seiner Mannschaft zweimal gewinnen (2003 und 2006).
Im September 2013 wurde Daniel Benetka dann der Bad Boy „Karl-Heinz ‚Kalle‘ Reinert“ und beste Freund von Lutz Schweigel „Joe Möller“ in der Reality-Seifenoper Berlin – Tag & Nacht bekannt. Diese Rolle spielte er in 147 Folgen bis zum Ausstieg im Juni 2014.
Im gleichen Jahr widmete sich Daniel Benetka dann seiner großen Leidenschaft, der Musik und produzierte elektronische Musik.
In Zusammenarbeit mit The Galaxy Kingz veröffentlichte Daniel Benetka bei Destruktor seine erste Single The Big Man.

## Filmografie
- 2012: Privatdetektive im Einsatz (RTL2, Pseudo-Doku-Soap) (1 Folge)
- 2013–2014: Berlin – Tag & Nacht (Fernsehserie)
- 2015: Gute Zeiten, Schlechte Zeiten (Fernsehserie)

## Diskografie
- Daniel Benetka – The Big Man